# Nordöstliche Sekante
Die Nordöstliche Sekante (russisch: Северо-Восточная хорда, Sewerowostotschnaja chorda) ist ein Teil des Moskauer Sekantenrings und Teil der MSD in Moskau. Sie beginnt nördlich des Moskauer Autobahnrings MKAD, von dem die M11 abzweigt, und verläuft in südlicher Richtung entlang des Kleinen Moskauer Eisenbahnrings. Von dort führt sie weiter in östlicher Richtung über den Moskauer Autobahnring bis nach Lesnoje. Dort geht die Nordöstliche Sekante in die M12 über. Die Nordöstliche Sekante wurde am 22. September 2022 fertiggestellt und ist Teil des nicht vollständig realisierten Vierten Verkehrsrings. Sie soll den Verkehr auf dem Moskauer Autobahnring und dem Dritten Verkehrsring um 20 bis 25 Prozent entlasten.